# Invasión de al-Shabaab a Etiopía de 2022
En julio de 2022, el grupo militante islamista al-Shabaab lanzó una invasión desde Somalia a la región somalí de Etiopía. Tras los ataques en el lado somalí de la frontera, los militantes rebeldes atacaron inicialmente la zona Afder de Etiopía el 21 de julio y ocuparon la ciudad de Hulhul antes de ser rechazados por las fuerzas paramilitares de la región somalí. El 25 de julio, los militantes lanzaron una segunda incursión en Ferfer que también fue derrotada. En los días siguientes continuaron los ataques transfronterizos, mientras que Etiopía lanzó contraataques en respuesta. Los enfrentamientos entre los rebeldes somalíes y las fuerzas de seguridad dentro de Etiopía se prolongaron hasta principios de agosto, y al menos un pequeño contingente de al-Shabaab logró evadir la fuerza etíope y alcanzó su objetivo principal, las montañas Bale.
La invasión fue el mayor ataque de al-Shabaab en territorio etíope hasta la fecha.

## Invasión
La ofensiva rebelde comenzó el 20 de julio de 2022, cuando al-Shabaab cerró las redes telefónicas en todo el estado suroccidental de Somalia. Luego, una unidad de al-Shabaab lanzó un ataque sorpresa contra cuatro asentamientos en el lado somalí de la frontera, incluidas las ciudades de Aato y Yeed, así como la aldea de Washaaqo. Estos asentamientos estaban guarnecidos por policías etíopes de Liyu. Los rebeldes derrotaron las guarniciones de Aato y Yeed y procedieron a incendiar las bases etíopes en ambas ciudades. Por esta época, el máximo líder de al-Shabaab, Fu'ad Mohamed Khalaf, visitó Aato y aprovechó la oportunidad para denunciar a la policía de Liyu. Según el periodista de Voice of America Harun Maruf, los analistas de Critical Threats Liam Karr y Emily Estelle,así como funcionarios regionales y de inteligencia somalíes, este primer ataque fue una operación de distracción diseñada para facilitar una invasión al territorio etíope por parte de otro fuerza al-Shabaab. Funcionarios locales y civiles declararon que las fuerzas progubernamentales eventualmente retomaron Aato y Yeed. Ambos bandos afirmaron haber infligido grandes pérdidas al otro.
El 20 de julio de 2022, unos 500 combatientes de al-Shabaab cruzaron la frontera en Yeed desde Bakool en Somalia hacia la zona Afder en Etiopía. Según los informes, la fuerza invasora estaba compuesta principalmente por militantes reclutados en la propia Etiopía. Se sabe que el "Frente Etíope" de Al-Shabaab, dirigido por Ali Diyaar, participó en la operación. Los rebeldes avanzaron 150 kilómetros (93 millas) en territorio etíope. Capturaron la ciudad de Hulhul, pero fueron rodeados allí por las fuerzas paramilitares de la región somalí el 22 de julio. En la siguiente batalla por Hulhul, la fuerza rebelde fue destruida, siendo obligada a retirarse. El gobierno etíope afirmó que sus tropas habían matado a más de 100 rebeldes de al-Shabaab, y destruido 13 vehículos.
El 24 o 25 de julio, un contingente de al-Shabaab de unos 200 combatientes realizó otra incursión en Ferfer, enfrentándose a las fuerzas de seguridad en la aldea de Lasqurun. Después de algunos combates, este ataque también fue rechazado por las fuerzas de seguridad de la región somalí; este último afirmó haber matado a 85 rebeldes durante este enfrentamiento. Mientras tanto, la ENDF desplegó refuerzos en la región somalí. En este punto, los funcionarios etíopes argumentaron que todos los invasores habían sido eliminados, aunque los analistas de seguridad advirtieron que algunos rebeldes podrían haberse deslizado a través de las líneas defensivas progubernamentales. El gobierno etíope admitió más tarde que continuaban las operaciones contra los invasores de al-Shabaab. Según Critical Threats, una unidad rebelde había entrado en Etiopía al este de El Barde y todavía estaba activa entre Gode y Kelafo el 27 de julio. Según los informes, una tercera fuerza invasora, que cuenta con varios cientos de militantes de al-Shabaab, también ingresó a Etiopía en ese momento. Posteriormente se avistaron rebeldes pertenecientes a esta fuerza cerca de El Kari, Jaraati e Imi. Según algunas fuentes, algunas tropas de al-Shabaab también se dirigían hacia Moyale.
Las fuerzas armadas de la ENDF y de la región somalí comenzaron a planear una contraofensiva contra los insurgentes somalíes y posteriormente lanzaron una serie de ataques terrestres y aéreos a lo largo de la frontera que infligieron varias pérdidas a los rebeldes. El gobierno de la región somalí también anunció su plan para crear una zona de amortiguamiento a lo largo de la frontera para evitar más incursiones rebeldes. El 29 de julio, Aato volvió a estar bajo control progubernamental, aunque fue nuevamente atacado por una gran fuerza de al-Shabaab. El 31 de julio, Etiopía anunció que había matado a tres comandantes rebeldes en la frontera, aunque al-Shabaab lo negó. Según los informes, Fu'ad Mohamed Khalaf estaba entre los muertos, al igual que el comandante en jefe de fronteras de al-Shabaab, Ubeda Nur Isse, y un portavoz. Los civiles locales organizaron grupos de autodefensa para cazar a los rebeldes rezagados. Los enfrentamientos en Etiopía duraron hasta principios de agosto, y un pequeño contingente de al-Shabaab (que se sospecha que tiene entre 50 y 100 combatientes) llegó a su objetivo, las montañas Bale, probablemente en el área más amplia de El Kari.

## Consecuencias
El gobierno etíope enmarcó la invasión como una gran victoria sobre la fuerza invasora. Sin embargo, varios funcionarios de la región somalí informaron a Voice of America que los invasores de al-Shabaab habían infligido grandes pérdidas a los etíopes y capturado a varios administradores locales antes de que su fuerza principal fuera derrotada. Además, algunos de los invasores habían alcanzado su objetivo, aunque los funcionarios etíopes afirmaron que eran demasiado pocos para establecer una presencia viable. El presidente de la región somalí de Etiopía, Mustafa Mohammed Omar, declaró que había visitado a las tropas que habían retomado Hulhul y les agradeció por su servicio.